# Laurentiuskirche (Ferndorf)

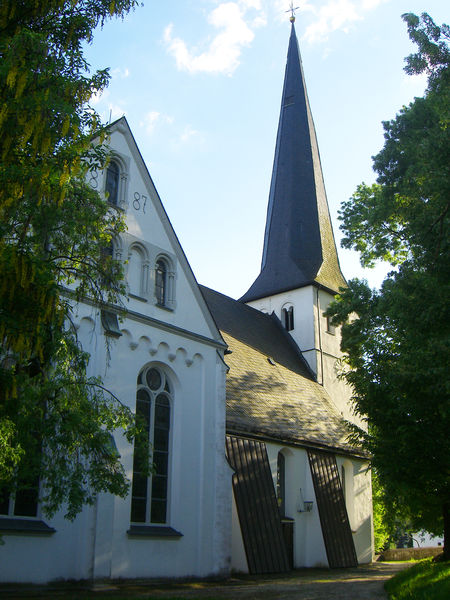

Die Laurentiuskirche ist eine Kirche im Kreuztaler Stadtteil Ferndorf im Siegerland.

## Geschichte
Die Ferndorfer Kirche wurde erstmals 1339 in einer Patronatsurkunde erwähnt. Errichtet wurde sie allerdings gegen Ende des 12. Jahrhunderts und wurde dem Heiligen Laurentius geweiht. Bei dieser Kirche handelt es sich um eine spätromanische, dreijochige Westfälische Hallenkirche mit vorgebautem Westturm. Dieser ist jedoch älter als das Kirchenschiff, er ist rein romanisch.
Im Jahre 1778 erfolgte ein großer Umbau. Die bis dahin sehr kleinen, rundbogigen Fenster wurden deutlich vergrößert und flachbogig ausgebaut. Darüber hinaus wurden die Portale erneuert, neue Bänke eingebaut und Emporen eingezogen. Bänke, Emporen und Türen sind bis heute erhalten.
1887 war die Kirche für die vielen Menschen des Kirchspiels zu klein geworden, sodass man den alten Chor abbrach und die Kirche um ein Querschiff und Chor, Sakristei und Taufwartezimmer erweiterte. Die Kirche misst seitdem eine Länge von 33 Metern, zuvor waren es 26 m, einschließlich des sehr langen Chores.

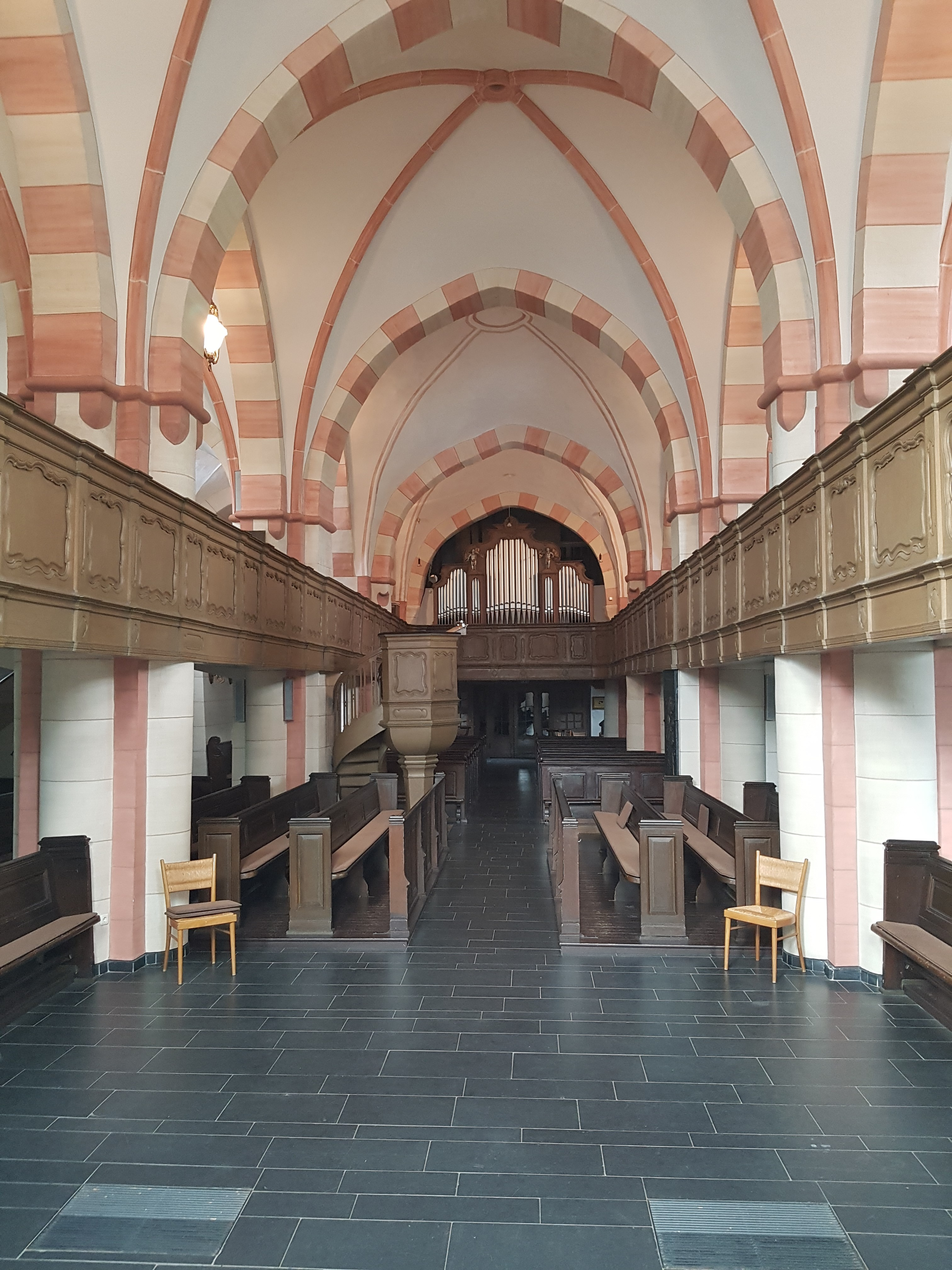
Innenansicht der Laurentiuskirche 2018

Am 17. Februar 1929 fand die Einweihung der Kirche nach dem erfolgten, bis heute letzten großen Umbau statt. Die Emporen der Neuen Kirche wurden auf die Höhe der Emporen der Alten Kirche herabgesetzt und ebenso wie die Kanzel neu verkleidet, da man 1887 auf ein Angleichen an die barocken Brüstungen verzichtet hatte. Die Kirche erhielt elektrisches Licht. Die Jugendstillampen verrichten noch heute ihren Dienst.

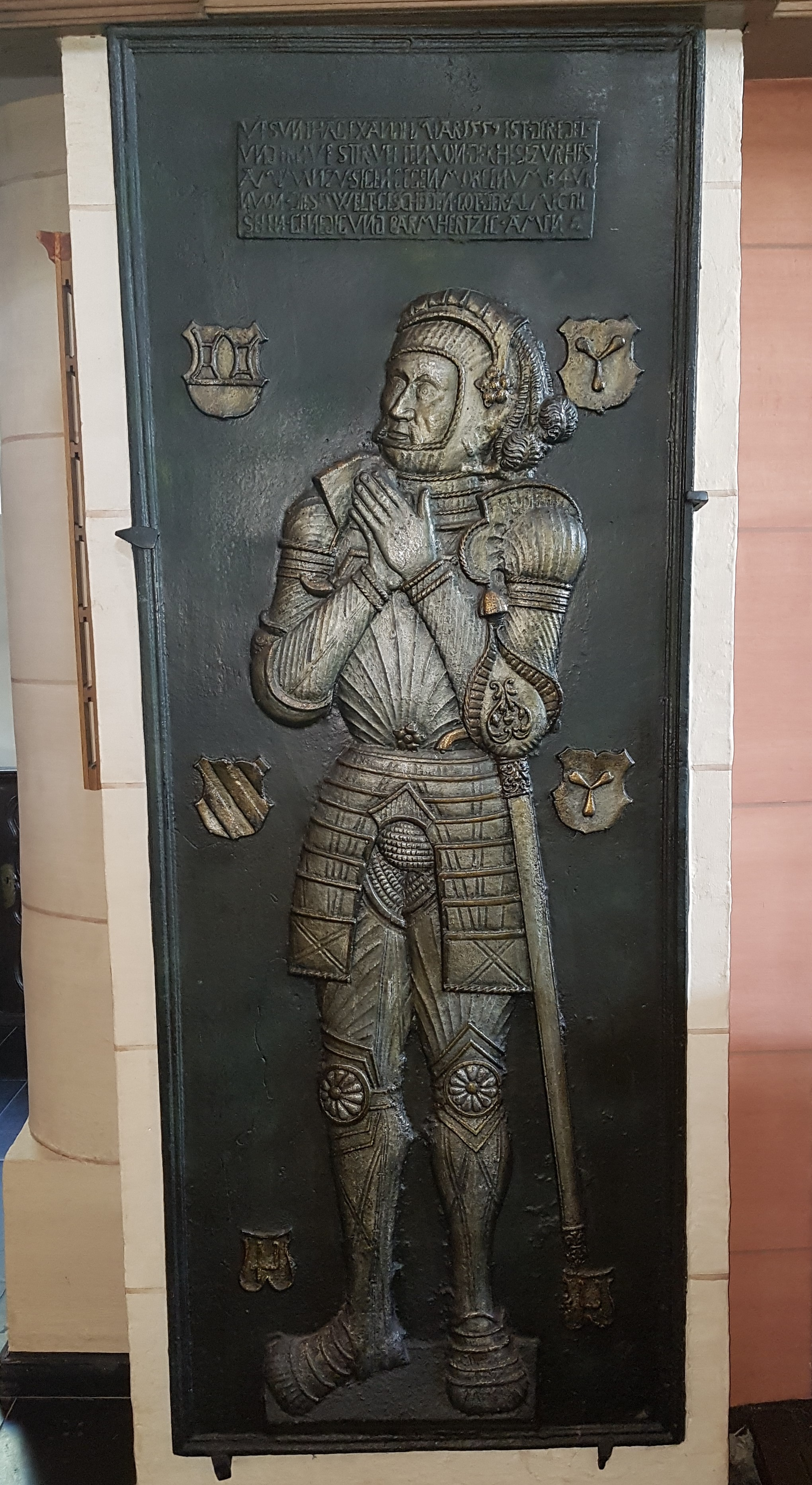
Epitaph des Valentin von der Hees

Zu den Besonderheiten in und an der Kirche zählen etliche gusseiserne Grabplatten, die wertvollste ist die des Ritters Valentin von der Hees aus dem Jahre 1559.
Die Laurentiuskirche gehört mit ihrer beinahe 900-jährigen Geschichte zu den ältesten Kirchen im Siegerland.

## Namenspatron
Die Kirche wurde nach Laurentius von Rom benannt, der in Vertretung des Papstes für das örtliche Kirchenvermögen zuständig war.
Nach der Enthauptung des Papstes Sixtus II. durch den römischen Kaiser Valerian sollte Laurentius das gesamte kirchliche Vermögen als Tribut abgeben. Doch Laurentius weigerte sich und verteilte das Kirchengut an alle Mitglieder der Gemeinde. Anschließend präsentierte er dem Kaiser alle Armen und Kranken als wahres Kirchenvermögen.
Laurentius wurde von Kaiser Valerian gefangen gesetzt. Mehrmals gefoltert, wurde er schließlich auf einem glühenden Gitterrost hingerichtet.

## Orgel

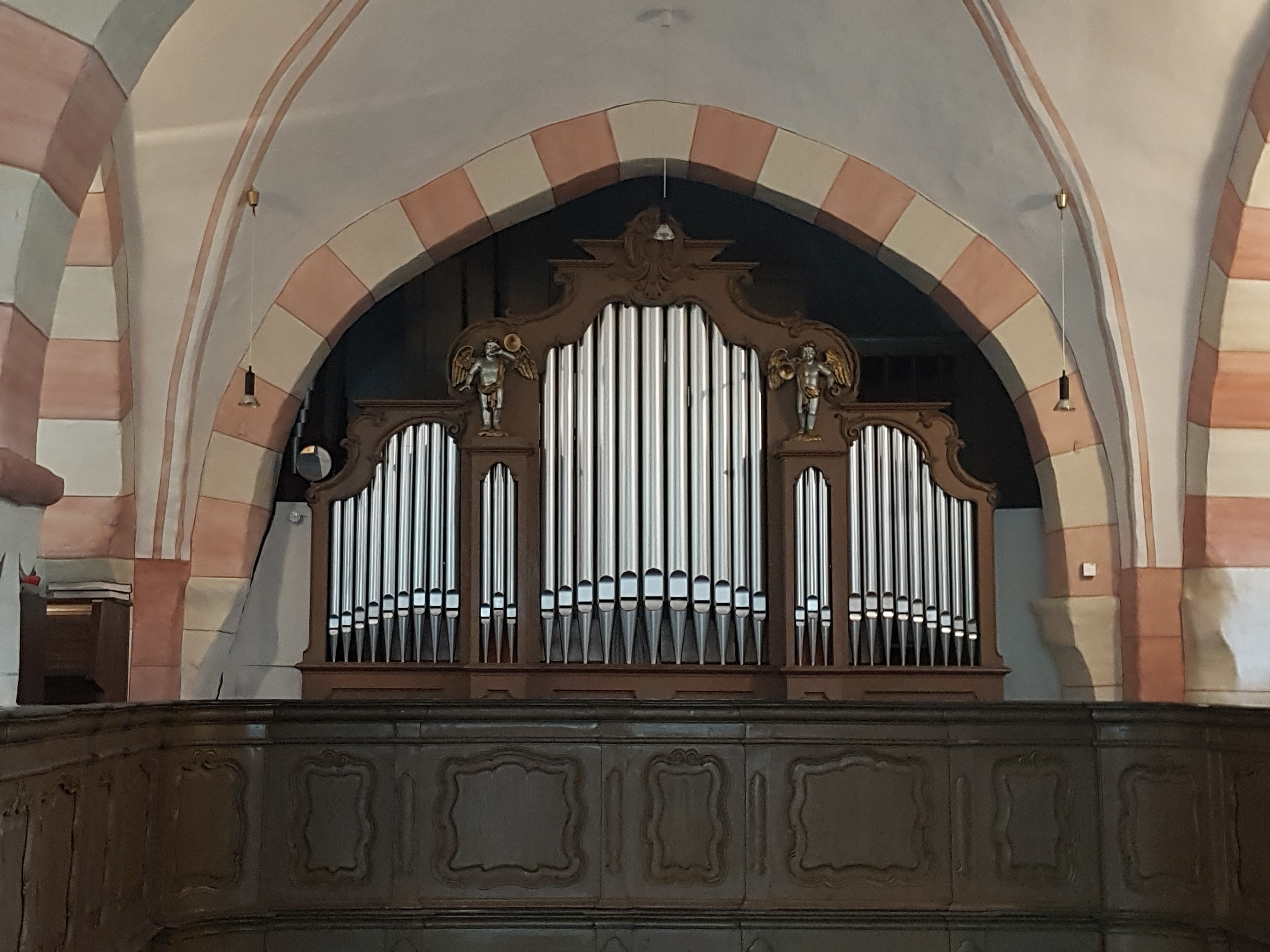
Die Orgel der Laurentiuskirche vor der Orgelsanierung 2019

Die Orgel wurde 1929 von der Orgelbaufirma Eberhard Friedrich Walcker & Cie. (Ludwigsburg) erbaut. In der Folgezeit wurde das Instrument mehrfach über- und umgearbeitet. 1975 wurde das ehemals romantische Klangkonzept im Rahmen eines technischen Neubaus fallen gelassen. Einige Register wurden beseitigt und andere an anderer Stelle innerhalb der Orgel wieder eingesetzt. Einzelne Register wurden in bis zu drei Teile aufgeteilt und in verschiedenen Werken der Orgel eingesetzt. Das gewünschte Klangbild war nun neobarock. Das Schleifladen-Instrument hat heute 27 Register auf zwei Manualen und Pedal. Die Spiel- und Registertrakturen sind elektrisch. Das Instrument ist 2019 umfassend saniert und klanglich wieder in seinen ursprünglichen Zustand versetzt worden.
| I Hauptwerk C–g3 |       |
| Großprincipal    | 8′    |
| Principalflöte   | 8′    |
| Bordun           | 8′    |
| Salicional       | 8′    |
| Oktave           | 4′    |
| Hohlflöte        | 4′    |
| Quinte           | 2 ⁄3′ |
| Oktave           | 2′    |
| Kornett III–V    |       |
| Trompete         | 8′    |

| II Schwellwerk C–g3 |     |
| Gedackt             | 16′ |
| Geigenprincipal     | 08′ |
| Konzertflöte        | 08′ |
| Gambe               | 08′ |
| Vox coelestis       | 08′ |
| Kleinprincipal      | 04′ |
| Spitzflöte          | 04′ |
| Bachflöte           | 02′ |
| Mixtur III-IV       | 02′ |
| Oboe                | 08′ |
| Tremulant           |     |

| Pedalwerk C–f1 |     |
| Kontrabass     | 16′ |
| Subbass        | 16′ |
| Oktavbass      | 08′ |
| Violoncello    | 08′ |
| Choralbass     | 04′ |
| Flöte          | 04′ |
| Posaune        | 16′ |

- Koppeln: II/I, II/I sub, II/I super, I/I super, II/II super, I/P, II/P

- Walze